# Kordelio-Evosmo
Kordelio-Evosmo (in greco Κορδελιό-Εύοσμος?) è un comune della Grecia situato nella periferia della Macedonia Centrale (unità periferica di Salonicco) con 77.174 abitanti secondo i dati del censimento 2001.
È stato istituito a seguito della riforma amministrativa detta Programma Callicrate in vigore dal gennaio 2011 che ha abolito le prefetture e accorpato numerosi comuni.